# Боженишки урвич
Боженишки урвич (с болг. — «Боженицкая крепость») — разрушенная средневековая каменная крепость в Софийской области в Болгарии, археологический памятник со статусом объекта национального значения. Археологическое исследование крепости начато в 1918 году, когда на скале под корнями упавшего после бури векового дерева обнаружили средневековую надпись.

## Местоположение
Крепость расположена на северном склоне хребта Лакавица на высоте 750 м над уровнем моря, в трёх километрах к югу от деревни Боженица и в двадцати километрах от Ботевграда в Софийской области. Асфальтированная муниципальная дорога у подножия крепости проложена к базе отдыха «Урвич», оттуда к крепости ведёт размеченная тропа. Пеший путь от базы до археологического памятника занимает около двадцати минут.

## История
Археологические исследования, проведенные в 1972 году, показали, что эта территория была заселена ещё в доисторическую эпоху. Первые крепостные сооружения датируются V—VI веком и являются частью ранневизантийской оборонительной системы. Крепость достигла расцвета в XIII-XIV веках, когда была построена наружная крепостная стена, преграждавшая единственный подход к сооружению с северной стороны. В конце XIV века здесь находилась штаб-квартира боярина Огнена (Огняна) — кефала времён правления царя Ивана Шишмана.

## Боженицкая надпись

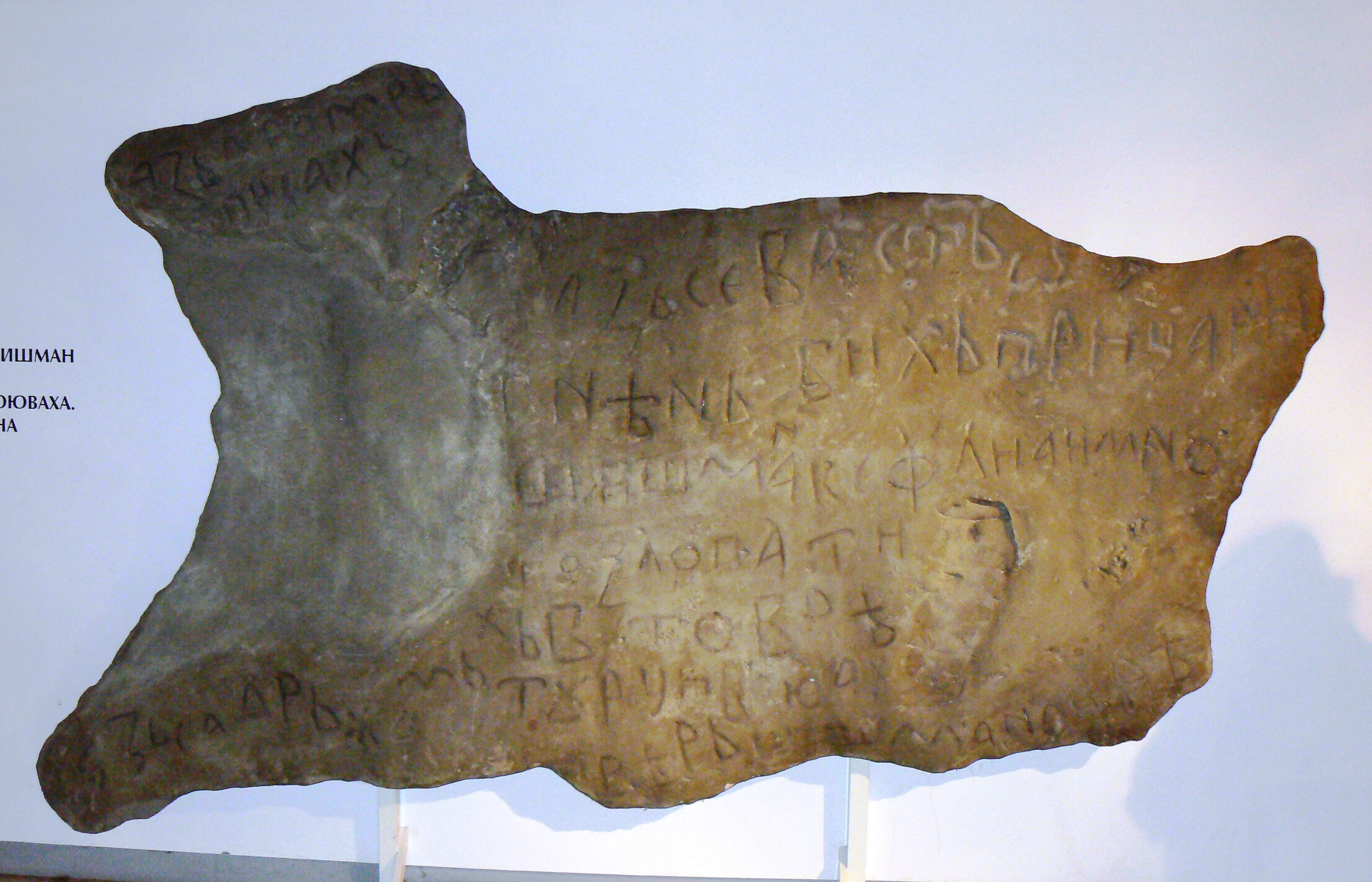
Копия боженицкой надписи в Национальном историческом музее Болгарии

О существовании крепости учёные узнали зимой 1918—1919 года, когда под корнями векового явора в местности Градището обнаружили уникальный средневековый письменный памятник со словами Софийского правителя севаста Огняна. Артефакт обнаружил боженицкий пастух Недялко Уменковски, академик Петр Мутафчиев прочитал и интерпретировал боженицкую надпись. Учёный заметил, что резчик, который выполнял надпись, «не позаботился предварительным расчётом размера поверхности, на которой работал. Он начал с крупных букв, но, видя, что имеющегося места недостаточно, уменьшил величину букв и увеличил, где было возможно, длину строк…» Мутафчиев прочитал надпись так:

Аз Драгомир писах. Аз, севаст Огнян, бях при цар Шишман кефалия и много зло патих. В това време турците воюваха. Аз поддържах вярата на Шишмана царя. (Я, Драгомир, писал. Я, севаст Огнян, был кефалом у царя Шишмана и сильно страдал. В то время воевали турки. Я поддерживал веру царя Шишмана.)
По утверждениям исследователей, боженицкая надпись уникальна в своём роде, обладает историческим и филологическим значением.

## Археология

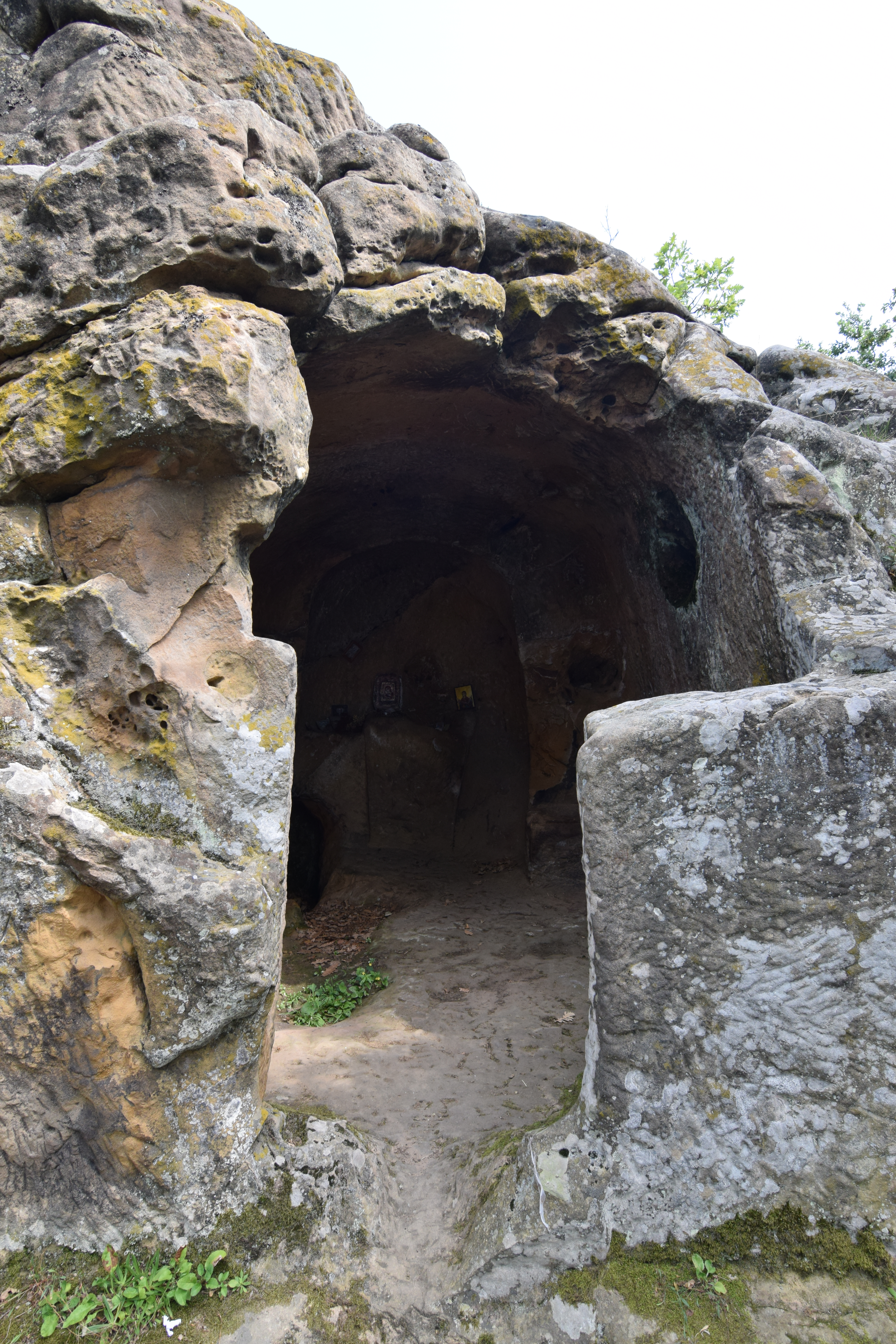
Боженишки урвич

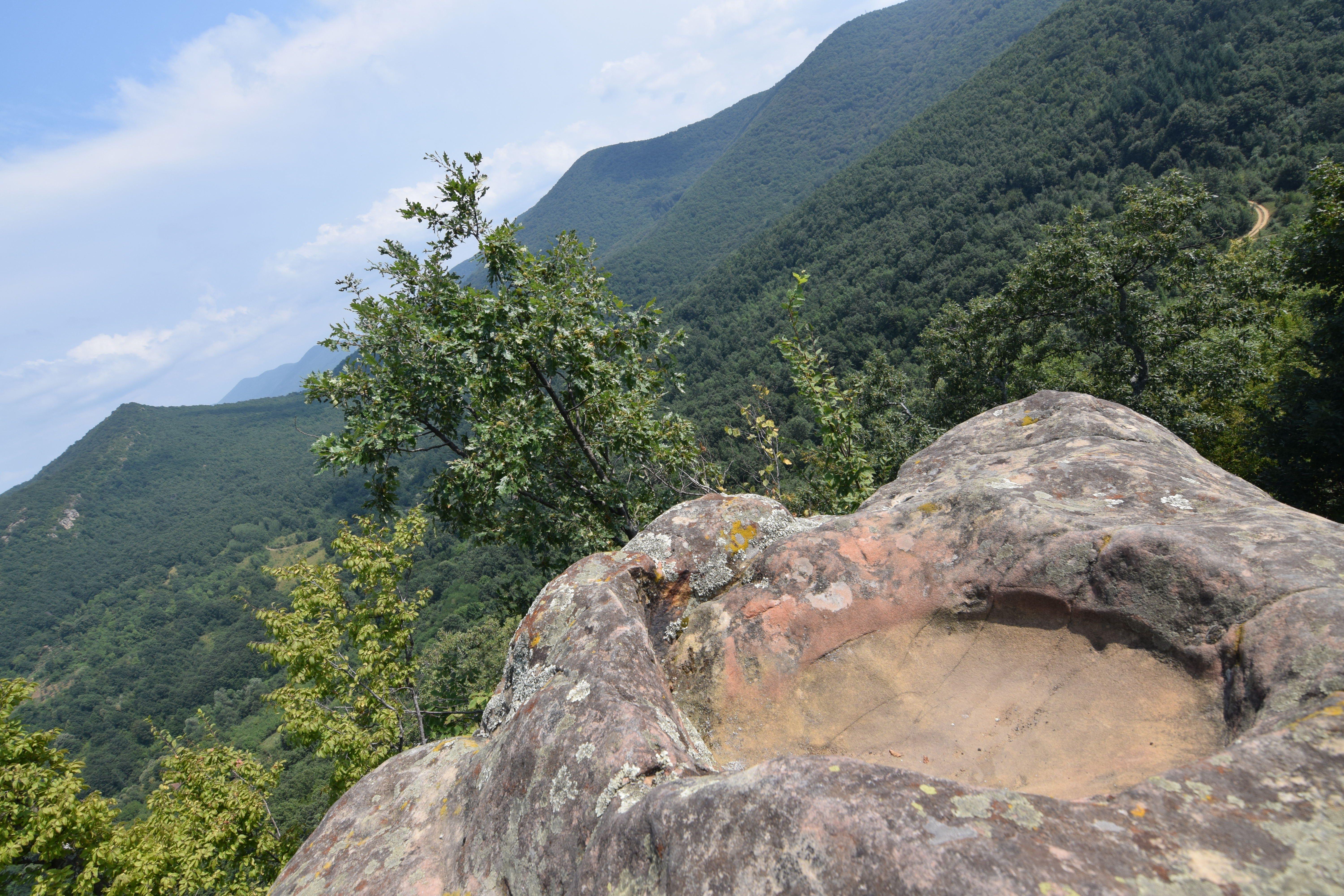
Боженишки урвич

В 1966 году средневековая крепость была объявлена объектом национального значения. В 1971 году члены экспедиции, названной «Севаст», начали первые раскопки. В составе экспедиции под руководством Павла Дишева работил Васил Димитров, редактор газеты «Ботевградски пламък» Митрофан Велеви архитектор Йордан Йорданов. Первыми найденными предметами оказались керамика и ранневизантийские монеты эпохи Юстина I (518—527) и Юстиниана I (527—565), которые свидетельствуют, что в этот период, вероятно, была построена крепость. Команде понадобились восемь лет, чтобы полностью раскрыть крепость, а затем усилия были направлены на консервацию и реставрацию памятника. При раскопках выявлены три оборонительных пояса, два из которых были построены в конце V века и в начале VI века, а один в XIV веке, во времена Ивана Шишмана. Внутренняя крепостная стена имеет длину 200 метров и ширину в отдельных местах до 2,70 метров. Внешняя стена высотой 4-6 м имеет четыре контрфорса. Площадь цитадели 80 м2, а площадь всей крепости составляет 1600 м2. Впечатляют водная цистерна глубиной 10 м с уровнем воды 4 м, а также параклис, выдолбленный в скале крепости.
У ворот на глубине 0,2-1,5 м, был открыт клад, состоящий из 1327 серебряных грошей и полгрошей с ликом царя Ивана Александра, но перемеченных именем его наследника царя Иван Шишмана и с изображением Богородицы с младенцем Христом на аверсе. По словам Христо Матанова монеты из этого сокровища обрезаны по краям для экономии ценного металла, что указывает на инфляцию и тяжёлое состояние государственных финансов в связи с военными действиями.
С юго-западной угловой башни осуществлялось наблюдение за окрестными оборонительными сооружениями Паница Кале в современном селе Липница, Вылчиград в Литаково, Чешковград во Врачешском монастыре и Бодиловград перед горным проходом Витиня. Башня имела секретный выход длиной 7,40 м и укрытие на восемь человек, в настоящее время они заполнены землёй. В северо-восточной части крепости были обнаружены башня, скальное жилище и скальная церковь с разрушенной скальной иконой Святого Георгия Победоносца. Открыт и некрополь с 48 могилами и монастрыский комплекс под крепостью. Обнаруженные возле крепостных стен сотни наконечников стрел и копий, каменные боевые шары и скелеты бойцов подтверждают предание о битве севаста Огняна с турками в 1395 году. По мнению Дишева, могила Огняна находится в скальном массиве перед Войводовым камнем, главным наблюдательным пунктом крепости.